# Karfreitagsabkommen

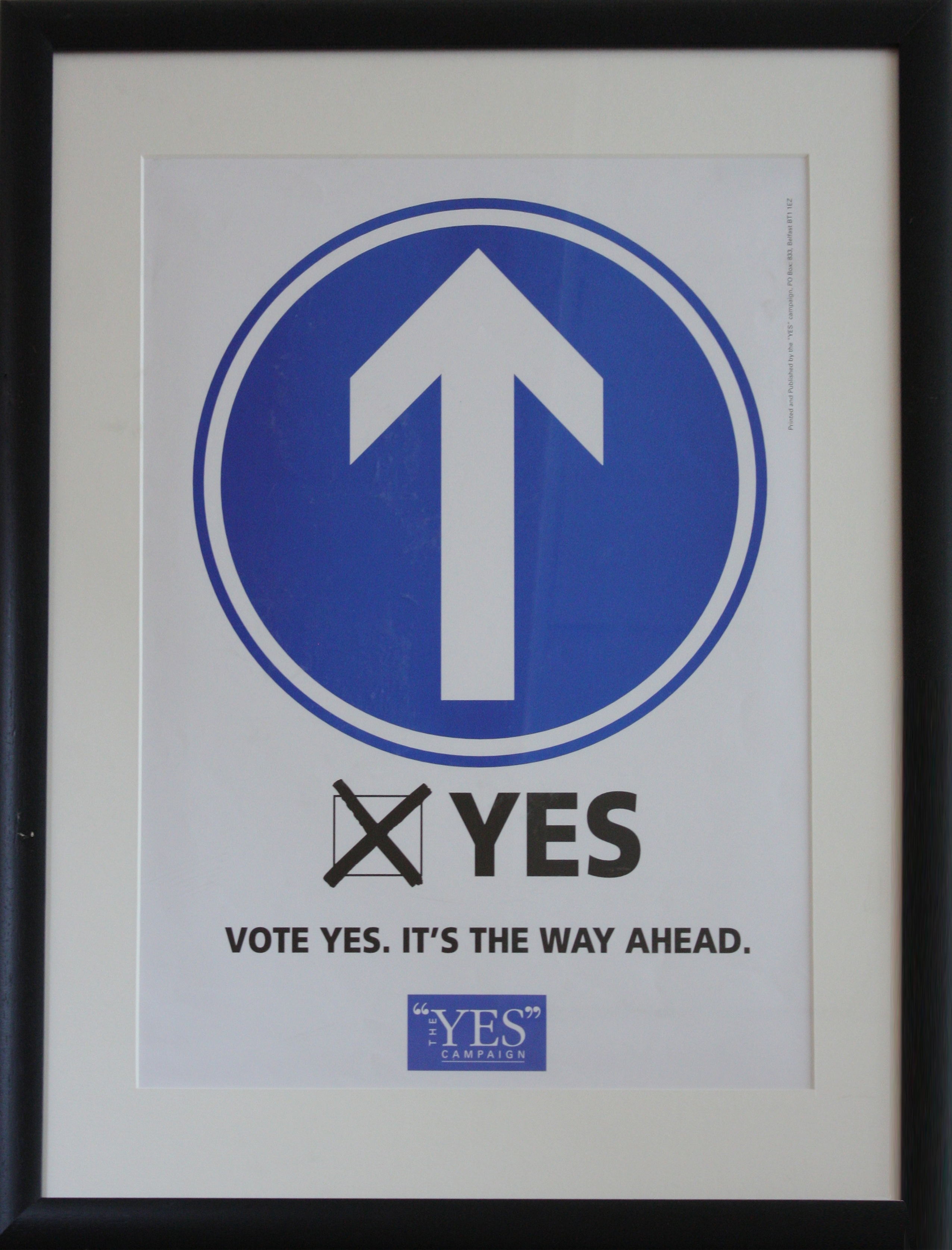
Ein Kampagnenposter für das „Good Friday Agreement“ während des Referendums

Das Karfreitagsabkommen (englisch Good Friday Agreement, Belfast Agreement oder Stormont Agreement, irisch Comhaontú Aoine an Chéasta) ist ein Übereinkommen zwischen der Regierung der Republik Irland, der Regierung des Vereinigten Königreichs und den Parteien in Nordirland vom 10. April 1998.
Mit dem Karfreitagsabkommen wurde die seit den 1960ern gewaltgeladene Phase des Nordirlandkonflikts beendet und in eine politische Konsenssuche überführt. Ziel war es, einen modus vivendi zum Nutzen der Bevölkerung Irlands zu finden. Zwar gab es nach dem Karfreitagsabkommen noch einzelne Gewalttaten, diese hatten aber keinen Rückhalt mehr in der Bevölkerung und eskalierten nicht mehr.
Bei getrennten Referenden in der Republik Irland sowie in Nordirland wurde das Abkommen bestätigt.

## Bestandteile
- Die Regierung der Republik Irland verzichtet auf ihre Forderung nach einer Wiedervereinigung mit Nordirland.
- Die Möglichkeit einer Wiedervereinigung mit der Republik Irland wird nicht ausgeschlossen, wenn sich die Mehrheit der Nordiren dafür ausspricht.
- Irische und nordirische Behörden arbeiten zusammen.
- Die paramilitärischen Truppen der Irish Republican Army (IRA), der Ulster Defence Association (UDA) sowie der Ulster Volunteer Force (UVF) erklären ihre Bereitschaft zur Entwaffnung.
- Die Entlassung von Untergrundkämpfern aus dem Gefängnis wird in Aussicht gestellt.
- Großbritannien sagt eine Verringerung seiner Truppenpräsenz in Nordirland zu.
- Der Government of Ireland Act wird zurückgenommen.
- Eine gemeinsame Kommission zur Aufklärung der Schicksale der Verschwundenen (The Disappeared), also Personen, die mutmaßlich von der IRA an unbekanntem Ort ermordet wurden, wird gegründet.
- Nordiren ist es möglich, einen irischen Pass zusätzlich zum britischen zu beantragen.

## Ausgang der Abstimmung zum Referendum
| Land                              | Ja               | Nein           |
| --------------------------------- | ---------------- | -------------- |
| Referendum in Nordirland          | 0.676.966 (71 %) | 274.879 (29 %) |
| Referendum in der Republik Irland | 1.442.583 (94 %) | 085.748 0(6 %) |